# 1924년 하계 올림픽 스페인 선수단
스페인은 1924년 5월 4일부터 7월 27일까지 프랑스 파리에서 열린 제8회 하계 올림픽에 참가했다.

## 종목별 성적

### 사격
| 선수 | 세부 종목 | 점수 | 순위 |

## 육상
| 선수 | 세부 종목 | 예선 | 예선 | 준결선 | 준결선 | 결선 | 결선 |
| 선수 | 세부 종목 | 기록 | 순위 | 기록   | 순위   | 기록 | 순위 |

## 테니스
남자
| 선수 | 세부 종목 | 128강          | 64강           | 32강           | 16강           | 8강            | 준결승         | 결승           | 최종 순위 |
| 선수 | 세부 종목 | 상대 선수 결과 | 상대 선수 결과 | 상대 선수 결과 | 상대 선수 결과 | 상대 선수 결과 | 상대 선수 결과 | 상대 선수 결과 | 최종 순위 |